# Vlag van La Louvière
De vlag van La Louvière is de onofficiële vlag van de gemeente La Louvière in de Belgische provincie Henegouwen. De vlag kan als volgt worden beschreven:
Twee even lange banen van blauw en van wit, met in de broektop een witte wolf.
De vlag komt overeen met het vlagontwerp van de Raad van Heraldiek en Vexillologie (Frans: Conseil d’héraldique et de vexillologie). De kleuren van de vlag en de wolf komen van het gemeentewapen.
Thuin gebruikt een vlag gemaakt naar hetzelfde model als La Louvière, met de drie merlettes van Aulne in plaats van de wolf.

Vlag van Thuin